# NHK向島ラジオ放送所
NHK向島ラジオ放送所（エヌエイチケイむかいしまラジオほうそうしょ）は、広島県尾道市の向島にあるNHK広島放送局AMラジオ放送の中継局。通称は福山中継局。

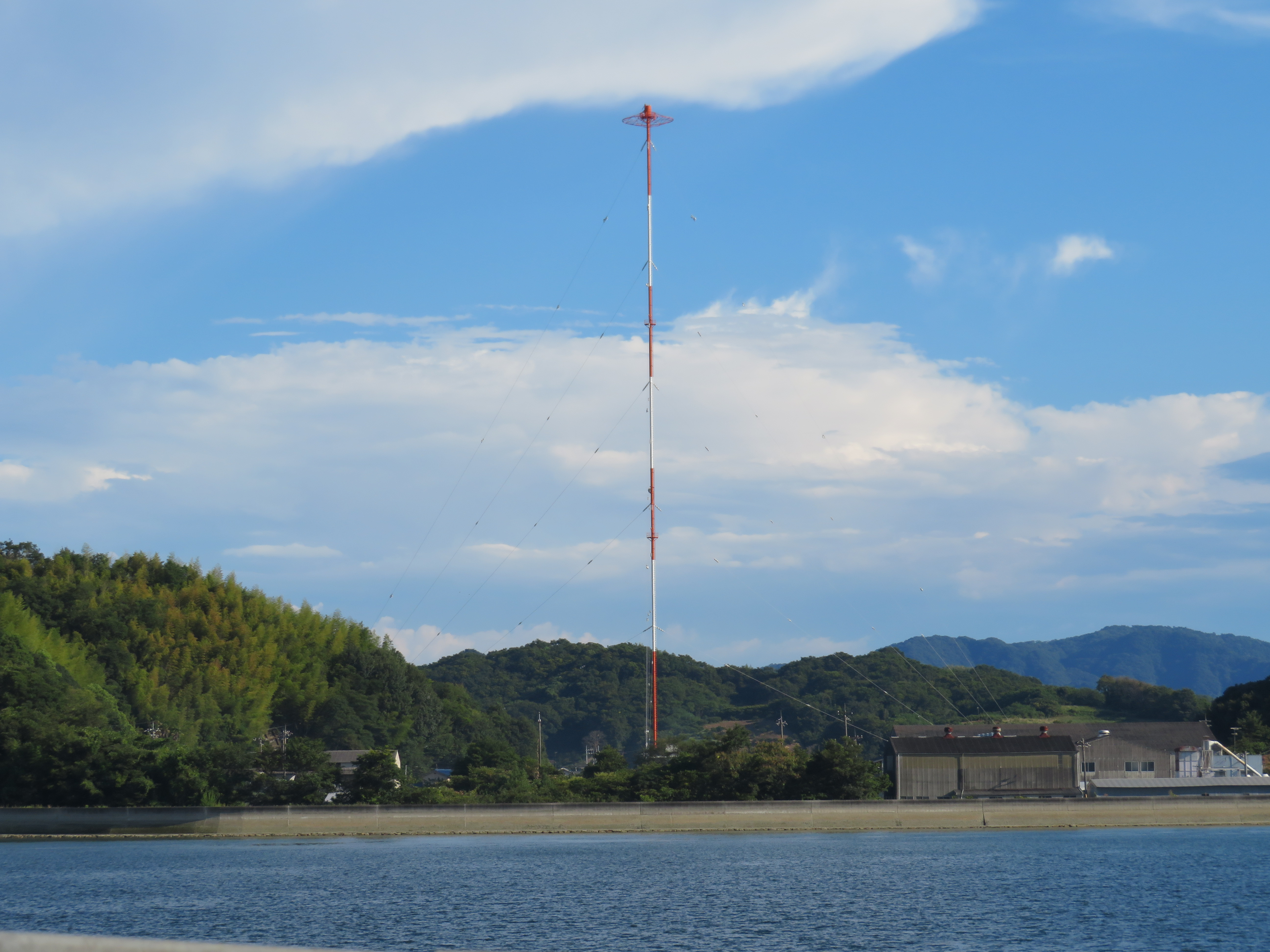
送信アンテナ

## 概要
元々はNHK尾道放送局の基幹送信所として建設された送信所であり、当初は尾道局と名乗っていた。しかし、1967年3月15日に放送局が福山市へ移転してNHK福山放送局と改称されると、当送信所も福山局と改称している（同時に、既に福山市内に設置されていたラジオ第1放送の福山中継局は福山木之庄中継局と改称）。
その後、NHKの組織改革により1988年にはNHK福山放送局からNHK福山支局へ降格。さらに2003年11月1日にはコールサインも廃止され中継局化された。
以前は5時、正午、19時の時報前に送出されるコールサインは流れず無音状態だったが（福山木之庄、府中、世羅の各中継局も同じ）、コールサイン廃止後は広島局と同じく「JOFK」「JOFB」がアナウンスされている。

## AMラジオ放送放送設備
| 放送局名                                                                                              | コールサイン | 周波数  | 空中線電力 | 放送対象地域 | 放送区域 内世帯数 | 開局年月日    |
| --- | ------------ | ------- | ---------- | ------------ | ----------------- | ------------- |
| NHK広島 第1                                                                                           | （JODP）     | 999kHz  | 音声1kW    | 広島県       | 約35万世帯        | 1941年2月18日 |
| NHK広島 第2                                                                                           | （JODD）     | 1602kHz | 音声1kW    | 全国         | 約35万世帯        | 1951年7月1日  |
| ※コールサインはかつてつけられていたものであり、放送局名はNHK尾道ラジオ第1放送とNHK尾道ラジオ第2放送。 |              |         |            |              |                   |               |

- 所在地： 広島県尾道市向島町字新々開11823-2
- 空中線形式：円管鉄柱（頂冠付）
- 空中線地上高：110.9m
- 自家発電装置：15KVA